# Manuel Tovar y Chamorro
Manuel Tovar y Chamorro (Sayán, 20 de mayo de 1844-Tarma, 25 de mayo de 1907) fue un sacerdote peruano y el 25.º Arzobispo de Lima, de 1898 a 1907. Fue además catedrático, escritor, periodista y orador; diputado por Lima, ministro de Justicia, Culto e Instrucción y miembro correspondiente de la Real Academia Española. Se destacó por ser un gran polemista en defensa de los fueros de la Iglesia y las prerrogativas del culto católico.

## Biografía
Manuel Tovar nació en Sayán, el 20 de mayo de 1844. Fue hijo de Ángel Tovar Giraldez y Manuela Chamorro Mesinas. Estudió en el Seminario Conciliar de Santo Toribio, en calidad de becario. Recibió en 1860 la medalla de oro al mejor alumno y a la edad de diecisiete años se graduó de maestro.
Recibió la primera tonsura y las Órdenes Menores en 1862, el subdiaconado en 1865 y el diaconado en 1866.

### Connotado polemista
Fue redactor del periódico católico El Bien Público, destacando rápidamente por sus dotes de polemista. Sus opiniones en defensa de los intereses de la Iglesia Católica le atrajeron las críticas de sectores anticlericales ligados al poder político. Otro de los redactores  de dicho periódico era el sacerdote José Antonio Roca y Boloña, y junto a él, Tovar inició una campaña en protesta por ciertas reglamentaciones de la Municipalidad de Lima, que intentaban ordenar y restringir a determinadas ocasiones el toque de campanas de las iglesias. En respuesta, la dictadura de Mariano Ignacio Prado apresó a los dos religiosos y los trasladó a un buque de guerra. Felizmente, este «pleito de las campanas» fue superado por intercesión del arzobispo de Lima, siendo los prisioneros liberados (1866).
Enviado a Roma, se le confirieron las Órdenes Mayores en la Basílica de San Juan de Letrán en 1866. Retornó al Perú, y de 1870 a 1889 fue redactor de La Sociedad, diario católico de Lima, donde se hicieron célebres sus cartas al clérigo liberal Francisco de Paula González Vigil, con motivo de la ocupación de Roma de 1870.
Fue profesor en el Seminario de Santo Toribio, del cual fue nombrado rector en 1880. También fue miembro del Coro Metropolitano, al que se incorporó en 1871 como canónigo teologal; luego fue tesorero, maestrescuela y deán.

### Labor durante la guerra con Chile
Durante la guerra del Pacífico alentó el patriotismo de los peruanos, al lado del arzobispo Francisco Orueta y Castrillón y otras figuras notables del clero peruano. Siguió siendo rector del Seminario, al que libró del saqueo de las tropas chilenas, pudiendo así continuar con su labor académica.
Finalizada la guerra, pronunció una elocuente Oración Fúnebre durante los oficios religiosos efectuados en homenaje a los soldados peruanos caídos en la defensa de Lima. Dicha ceremonia se realizó el 15 de enero de 1884 en la iglesia de La Merced, al conmemorarse tres años de las batallas de San Juan y Miraflores.
Elegido diputado por Lima en 1884, formó parte de la Asamblea Constituyente convocada por el presidente Miguel Iglesias luego de la firma del Tratado de Ancón que puso fin a la Guerra del Pacífico. Esta asamblea no sólo ratificó dicho tratado sino también ratificó como presidente provisional a Miguel Iglesias. Tovar apoyó la labor de dicho gobierno, que pronto fue cuestionado por el general Andrés Avelino Cáceres y sus partidarios.

### Ministro de Justicia, Culto e Instrucción
El 14 de marzo de 1885 fue nombrado ministro de Justicia y Culto del gobierno de Miguel Iglesias. Victoriosa la revolución de Cáceres, Tovar fue uno de los tres delegados iglesistas que se reunieron con sus pares caceristas en unas conferencias en las que se acordó conformar un Consejo de Ministros, encabezado por Antonio Arenas. El mismo Tovar fue designado, contra su voluntad, ministro de Justicia y Culto, cargo que desempeñó de 3 de diciembre de 1885 al 3 de junio de 1886.
Fue nombrado miembro correspondiente de la Real Academia Española, a propuesta de Gaspar Núñez de Arce.

### Arzobispo de Lima
En 1891, el gobierno de Remigio Morales Bermúdez lo propuso para una diócesis titular. El papa León XIII accedió a  ello y lo preconizó Obispo de Marcópolis,  siendo consagrado por el delegado apostólico en la iglesia de San Pedro, el 6 de septiembre.  También fue elevado a obispo auxiliar de Lima.
Tras el fallecimiento del arzobispo de Lima Manuel Antonio Bandini, pasó a ser vicario capitular de la Arquidiócesis, el 11 de abril de 1898. El gobierno lo propuso como arzobispo de Lima, lo que fue aceptado por la Santa Sede. El 22 de agosto de 1898 se expidieron las bulas respectivas, y el 8 de diciembre el delegado apostólico Pedro Gaspar le impuso el palio. Se mantuvo en dicha función pastoral hasta su muerte el 25 de mayo de 1907.
Fundó el periódico El Bien Social, dedicado a la defensa y la propaganda de las ideas católicas. Asistió al Concilio Plenario Latinoamericano, inaugurado por el papa León XIII en Roma, el 28 de mayo de 1898.
Llevó a cabo la restauración de la Catedral de Lima cuyo viejo Altar Mayor lo obsequió a la Iglesia de San Jerónimo de Sayán, su pueblo natal. 
Accedió prontamente a que se crease el obispado de Huaraz, segregado de su propio territorio arquidiocesano por letras apostólicas de 15 de mayo de 1899 y cuyo primer obispo fue el padre Francisco de Sales Soto.

### La Iglesia Peruana a principios delsigloXX

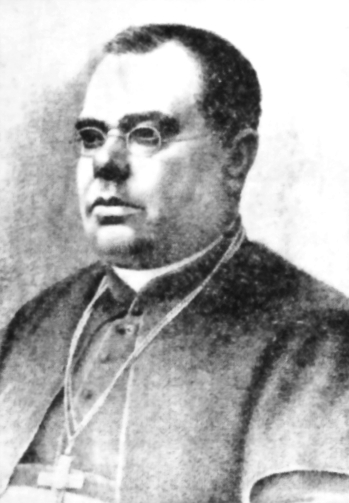
Retrato de monseñor Tovar por Evaristo San Cristóval. En la revista El Perú Ilustrado.

Por esta época el pensamiento positivista y liberal iba ganando terreno. La Iglesia Católica sufrió constantes ataques de los pensadores anticlericales, que usaban como tribunas el periodismo, la cátedra universitaria y el Congreso. Sin embargo, el Estado, según lo establecido en la Constitución, protegía a la Iglesia Católica y prohibía la expresión pública de otros credos. También le brindaba limitado apoyo económico, pero no existía un concordato.
En 1900 el papa León XIII creó las tres primeras prefecturas eclesiásticas en el país: septentrional, meridional y central, asignadas a agustinos, franciscanos y dominicos. Más tarde dichas prefecturas fueron elevadas a vicariatos apostólicos. Al año siguiente, el Estado autorizó que la Iglesia administrara libremente sus bienes, dándole así cierta autonomía económica.
En 1906 hubo una tensión entre Estado e Iglesia, pues al fallecer el conocido político anticlerical Cesáreo Chacaltana, monseñor Tovar se negó a decir la oración fúnebre en su entierro, lo que causó que la cámara de diputados exigiera al Ejecutivo la supresión de las ceremonias religiosas en los honores fúnebres oficiales, así como el reemplazo del arzobispo.

### Fallecimiento
Víctima de una galopante tuberculosis, monseñor Tovar se retiró a Tarma (sierra central del Perú), donde falleció cuando recién había cumplido los 63 años de edad (1907). En los últimos instantes de su vida estuvo a su lado su médico personal, Belisario Sosa. Los diarios de la época lo recordaron como a uno de los más ilustres peruanos.
Sus restos yacen actualmente en una cripta de la Catedral de Lima.